# Coppa delle Coppe 1977-1978 (pallacanestro maschile)
La Coppa delle Coppe 1977-1978 di pallacanestro maschile venne vinta, per il secondo anno consecutivo, dalla Gabetti Cantù.

## Risultati

### Primo turno
| Squadra 1             | Totale    | Squadra 2            | Andata  | Ritorno |
| --------------------- | --------- | -------------------- | ------- | ------- |
| MAFC                  | 195 - 179 | Milde Sorte Vienna   | 98-94   | 97-85   |
| Hapoel Tel Aviv       | 134 - 135 | Olympiakos Pireo     | 79-60   | 55-75   |
| Beşiktaş              | 165 - 200 | Levski-Spartak Sofia | 101-111 | 64-89   |
| Sparta Bertrange      | 153 - 171 | Viganello            | 70-79   | 83-92   |
| Embassy Milton Keynes | 183 - 205 | Barcellona           | 88-88   | 95-117  |
| Gießen 46ers          | 189 - 216 | Falcon Jeans EBBC    | 97-109  | 92-107  |
| Södertälje            | 188 - 178 | Èveil Monceau        | 100-84  | 88-94   |

### Ottavi di finale
| Squadra 1            | Totale    | Squadra 2        | Andata | Ritorno |
| -------------------- | --------- | ---------------- | ------ | ------- |
| Partizani Tirana     | 165 - 192 | Caen             | 91-97  | 74-95   |
| MAFC                 | 172 - 181 | Kvarner Rijeka   | 94-93  | 78-88   |
| Olympiakos Pireo     | 139 - 150 | Sinudyne Bologna | 78-72  | 61-78   |
| Levski-Spartak Sofia | 158 - 181 | Steaua Bucarest  | 83-74  | 75-107  |
| Viganello            | 166 - 219 | Barcellona       | 82-93  | 84-126  |
| Falcon Jeans EBBC    | 176 - 156 | Slavia VŠ Praga  | 98-73  | 78-83   |
| Södertälje           | 168 - 161 | Wisła Cracovia   | 88-92  | 80-69   |

Gabetti Cantù qualificata automaticamente ai quarti.

### Quarti di finale

#### Gruppo A
|    | Squadra           | G | V | P | PF  | PS  | Dif | P.ti |
| -- | ----------------- | - | - | - | --- | --- | --- | ---- |
| 1. | Gabetti Cantù     | 6 | 5 | 1 | 529 | 486 | +43 | 11   |
| 2. | Caen              | 6 | 4 | 2 | 557 | 535 | +22 | 10   |
| 3. | Falcon Jeans EBBC | 6 | 2 | 4 | 515 | 515 | 0   | 8    |
| 4. | Kvarner Rijeka    | 6 | 1 | 5 | 470 | 535 | -65 | 7    |

#### Gruppo B
|    | Squadra          | G | V | P | PF  | PS  | Dif | P.ti |
| -- | ---------------- | - | - | - | --- | --- | --- | ---- |
| 1. | Sinudyne Bologna | 6 | 4 | 2 | 550 | 515 | +35 | 10   |
| 2. | Barcellona       | 6 | 3 | 3 | 565 | 525 | +40 | 9    |
| 3. | Steaua Bucarest  | 6 | 3 | 3 | 550 | 591 | -41 | 9    |
| 4. | Södertälje       | 6 | 2 | 4 | 493 | 527 | -34 | 8    |

|  | Qualificate alle semifinali |
|  | Eliminata                   |

### Semifinali
| Squadra 1        | Totale    | Squadra 2     | Andata | Ritorno |
| ---------------- | --------- | ------------- | ------ | ------- |
| Sinudyne Bologna | 178 - 164 | Caen          | 98-78  | 80-86   |
| Barcellona       | 167 - 184 | Gabetti Cantù | 90-87  | 77-97   |

### Finale
| Squadra 1     | Risultato | Squadra 2        |
| ------------- | --------- | ---------------- |
| Gabetti Cantù | 84 - 82   | Sinudyne Bologna |

| Coppa delle Coppe 1977-1978 |
| --------------------------- |
| Gabetti Cantù 2º titolo     |

## Formazione vincitrice
| N° | Naz.                   | Ruolo | Sportivo             |  | Alt. |  |
| -- | ---------------------- | ----- | -------------------- |  | ---- |  |
| 4  | Italia (bandiera)      | A     | Denis Innocentin     |  |      |  |
| 5  | Italia (bandiera)      | AC    | Fausto Bargna        |  |      |  |
| 6  | Italia (bandiera)      | G     | Carlo Recalcati      |  |      |  |
| 7  | Italia (bandiera)      | A     | Franco Meneghel      |  |      |  |
| 8  | Italia (bandiera)      | A     | Fabrizio Della Fiori |  |      |  |
| 9  | Italia (bandiera)      | C     | Renzo Tombolato      |  |      |  |
| 10 | Italia (bandiera)      | P     | Umberto Cappelletti  |  |      |  |
| 11 | Italia (bandiera)      |       | Fabio Brambilla      |  |      |  |
| 12 | Stati Uniti (bandiera) | AC    | Harthorne Wingo      |  |      |  |
| 13 | Stati Uniti (bandiera) | C     | Bob Lienhard         |  |      |  |
| 14 | Italia (bandiera)      | P     | Pierluigi Marzorati  |  |      |  |
| 15 | Italia (bandiera)      | G     | Giuseppe Gergati     |  |      |  |
|    | Italia (bandiera)      | P     | Giorgio Panzini      |  |      |  |
|    | Italia (bandiera)      | GA    | Antonello Riva       |  |      |  |
|    | Italia (bandiera)      |       | Davide Bertazzini    |  |      |  |
|    | Italia (bandiera)      | All.  | Arnaldo Taurisano    |  |      |  |